# 千里山镇
千里山镇，是中华人民共和国内蒙古自治区乌海市海勃湾区下辖的一个乡镇级行政单位。

## 行政区划
千里山镇下辖以下地区：
千钢社区、新园社区、新地村、新丰村、王元地村、团结新村、巴音乌素村和新和社区。